# GNOME Videos
GNOME Videos (dříve Totem) je multimediální přehrávač, který je vyvíjen jako součást projektu GNOME. Od verze 2.10 (březen 2005) je součástí pracovního prostředí GNOME. Totem je výchozím přehrávačem pro některé linuxové distribuce jako Ubuntu nebo Mandriva Linux.
Totem je napsán nad frameworkem GStreamer, ale od verze 2.27.1 bylo možno přehrávat i pomocí multimediální knihovny xine, která měla lepší podporu DVD. V nových verzích přehrávače již tato možnost není podporována, protože GStreamer dosáhl stejných schopností jako xine.
Jedná se o svobodný software, je uvolněn pod licencí LGPL.

## Funkce
Až donedávna existovaly dvě odlišné verze Totemu, i když rozdíl nebyl viditelný na úrovni uživatelského rozhraní. Jeden z nich byl založen na GStreamer, což je multimediální framework založený na pluginech. Tato verze má vynikající rozšiřitelnost a podporuje větší množství formátů médií. Druhý byl založen na xine, což je běžná multimediální knihovna. Ten měl v té době lepší podporu šifrovaného přehrávání DVD, podporu navigace na DVD a uměl přehrávat některé soubory, které verze GStreamer nezvládla. Kvůli vylepšením v GStreamer, včetně možnosti přehrávat šifrovaná DVD, vývojový tým Totemu upustil od podpory pro xine backend.
Totem je úzce integrován s desktopovým prostředím GNOME a jeho správcem souborů, GNOME Files. To zahrnuje generování miniatur video souborů při procházení v GNOME Files a video plugin pro prohlížeče kompatibilní s Netscape (např. Firefox a GNOME Web).
Díky velkému množství pluginů vyvinutých pro GStreamer je Totem schopen přehrávat všechny běžné mediální formáty, otevřené i proprietární. Rozumí také mnoha formátům seznamů skladeb, včetně SHOUTcast, M3U, XML Shareable Playlist Format (XSPF), SMIL, seznamům skladeb Windows Media Player a seznamům skladeb RealAudio. Seznamy skladeb lze snadno spravovat pomocí funkcí přetažení.